# Дубровка (Мокровське сільське поселення)
Дубровка (рос. Дубровка) — присілок в Куйбишевському районі Калузької області Російської Федерації.
Населення становить 50 осіб. Входить до складу муніципального утворення Село Мокре.

## Історія
Від 2004 року входить до складу муніципального утворення Село Мокре.

## Населення
| 2002 | 2010 |
| ---- | ---- |
| 81   | ↘50  |